# Восток есть Восток
«Восток есть Восток» (англ. East Is East) — художественный фильм, снятый ирландским режиссёром Дэмьеном О’Доннеллом по сценарию Аюб Хан-Дина в 1999 году.
Фильм получил большое количество наград и номинаций на различных фестивалях.

## Сюжет
Действие фильма происходит в начале 1970-х годов в городе Солфорд на северо-западе Англии. Четверть века живут крепкой семьёй выходец из Пакистана Джордж Хан и его супруга Элла, имеющая ирландские корни. Разочарованный глава семейства начинает понимать, что его дети не хотят мириться с традиционным воспитанием, которое он старается им дать. Старший сын, не желая жениться на нелюбимой, предпочёл уйти из дома. Не наученный горьким опытом Джордж Хан договорился о свадьбе ещё двоих сыновей.

## В ролях
- Ом Пури — Джордж Хан
- Линда Бассетт — Элла Хан
- Джордан Рутледж — Саид Хан
- Арчи Панджаби — Мина Хан
- Эмил Марват — Манир Хан
- Крис Биссон — Салим Хан
- Джими Мистри — Тарик Хан
- Раджи Джеймс — Абдул Хан
- Лесли Никол — Энни
- Эмма Райдал — Стелла
- Рут Джонс — Пегги
- Бен Китон — священник

## Награды и номинации
- 1999 — Премия британского независимого кино
  - Лучший сценарий (Аюб Хан Дин)
  - Номинация на Лучший фильм
  - Номинация на Приз Дугласа Хикокса за лучший режиссёрский дебют (Дэмьен О’Доннелл)
- 1999 — Премия «European Film Awards»
  - Номинация на Лучший сценарий (Аюб Хан Дин)
- 1999 — Международный кинофестиваль в Вальядолиде
  - «Золотой колос» (Дэмьен О’Доннелл)
  - Лучшая женская роль (Линда Бассетт)
- 2000 — Приз Международной академии индийского кино
  - За выдающиеся достижения в области мирового кинематографа
- 2000 — Премия BAFTA
  - Награда Александра Корды за выдающийся британский фильм года (Лесли Адвин, Дэмьен О’Доннелл)
  - Номинация на Лучший фильм (Лесли Адвин)
  - Номинация на Лучшую мужскую роль (Ом Пури)
  - Номинация на Лучшую женскую роль (Линда Бассетт)
  - Номинация на Лучший адаптированный сценарий (Аюб Хан Дин)
  - Номинация на Премию им. Карла Формана за лучший дебют (Аюб Хан Дин)
- 2000 — Британская комедийная награда
  - Лучший комедийный фильм
- 2000 — Международный фестиваль независимого кино в Буэнос Айресе
  - Специальный приз (Дэмьен О’Доннелл)
- 2000 — Премия «Давид ди Донателло»
  - Номинация на Приз Давид ди Донателло за лучший фильм (Дэмьен О’Доннелл)
- 2000 — Премия «Empire Awards»
  - За лучший дебют (Дэмьен О’Доннелл)
- 2000 — Приз Средств массовой информации Европейского союза
  - Главный приз (Дэмьен О’Доннелл)
- 2000 — Британская кинопремия «Ивнинг Стандарт»
  - Лучший фильм (Дэмьен О’Доннелл)
- 2000 — Кинофестиваль «Фанташпорту»
  - Лучший фильм в конкурсе «Неделя новых режиссёров» (Дэмьен О’Доннелл)
- 2000 — Международный кинофестиваль в Любляне
  - Лучший фильм (Дэмьен О’Доннелл)
- 2000 — Премия Лондонского кружка кинокритиков
  - Лучший британский фильм года
  - Лучший британский сценарист года (Аюб Хан Дин)
  - Лучший британский продюсер года (Лесли Адвин)
  - Номинация на Лучшую британскую актрису года (Линда Бассетт)
- 2001 — Премия «Бодил»
  - Номинация на Лучший не-американский фильм (Дэмьен О’Доннелл)
- 2001 — Премия «Гойя»
  - Номинация на Лучший европейский фильм (Дэмьен О’Доннелл)